# NGC 3316
NGC 3316 (również PGC 31571) – galaktyka soczewkowata (SB0), znajdująca się w gwiazdozbiorze Hydry. Została odkryta 26 marca 1835 roku przez Johna Herschela. Galaktyka ta należy do Gromady w Hydrze. Towarzyszy jej mała galaktyka, nazywana czasem NGC 3316B.